# Curba Grande
Curba Grande, Curbabella, Curvabella o Hurba (in croato: Kurba Vela) è una piccola isola disabitata della Croazia che fa parte delle isole Incoronate; si trova a sud-est dell'isola Incoronata. Amministrativamente appartiene al comune di Morter-Incoronate, nella regione di Sebenico e Tenin.

## Geografia
L'isola ha una forma lunga e stretta; misura 4,9 km di lunghezza da punta Curba (rt Kurba) a punta Meda (rt Mede) e circa 500 m di larghezza); il picco massimo, Col d'Ostro (Južna glava), nella parte meridionale, è di 116,9 m; altre due colline, monte Alto (Visočan) e Orljak, sono alte 106 m. La superficie dell'isola è di 1,74 km² e lo sviluppo costiero di 11,684 km. Dista 2,6 km circa dalla punta meridionale di Incoronata ed è 1 km a sud di Smogvizza (Smokvica Vela).

### Isole adiacenti

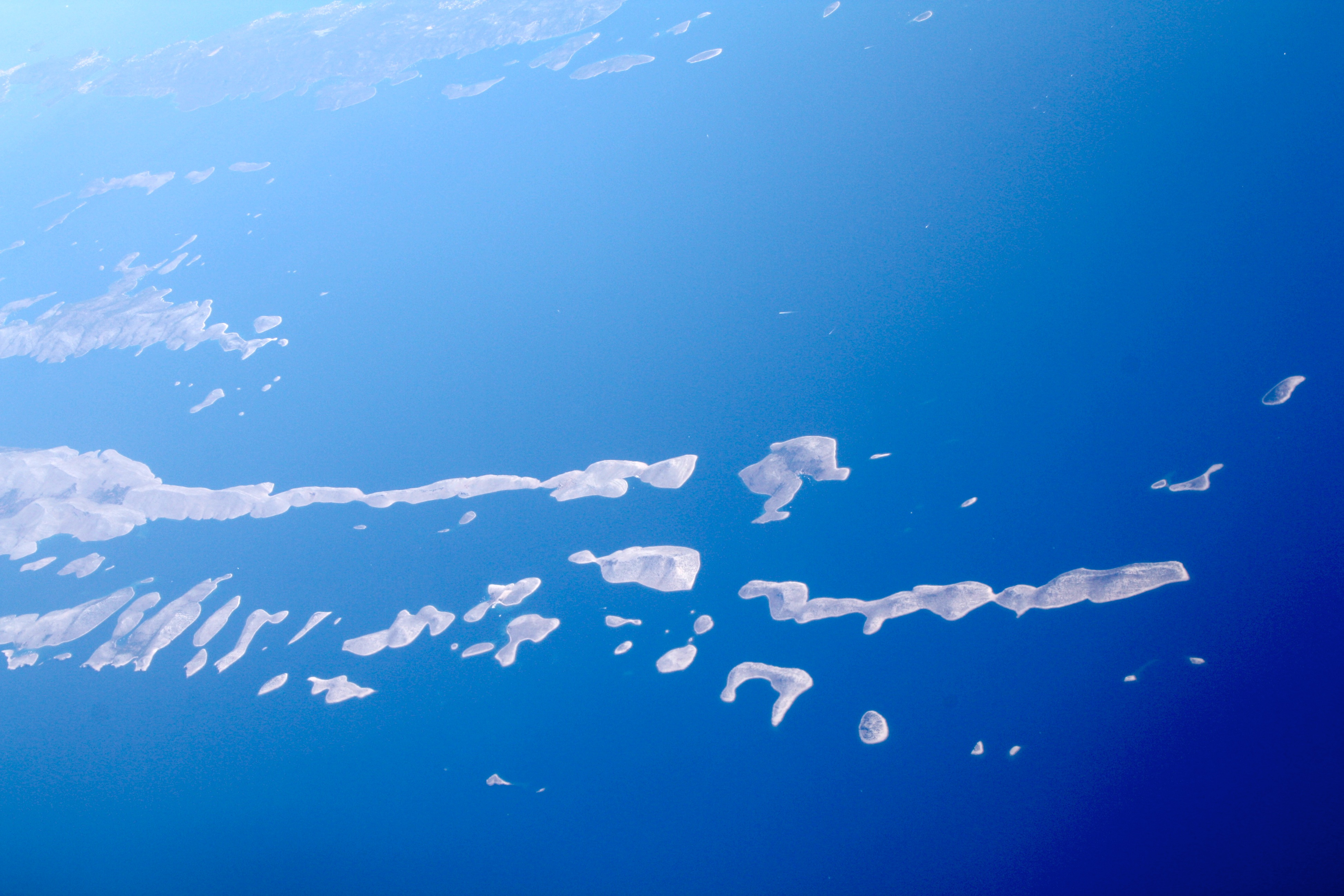
Le Incoronate meridionali: a destra Curba Grande

- Babinagusizza (Babina Guzica), a nord di Curba Grande}.
- Isolotti Sgrisagne (Skrižanj Veli e Mali), tra Curba Grande e Martignacco.
- Martignacco (Mrtovnjak), a nord-est di Curba Grande.
- Vertlich[10][15] o Ravna[9] (Vrtlić), scoglio 2,1 km[2] a est di Curba Grande, con una superficie di 0,013 km²[1], uno sviluppo costiero di 0,42 km[1], alto 8 m[2] 43°41′34″N 15°32′46″E.
- Samogrado (Samograd), scoglio a est di Curba Grande.
- Isolotti Opus (Puh) a sud di Curba Grande.
- Luce Marina (Lucmarinjak), a sud di Curba Grande.
- Ocluzze (Oključ), 550 m a sud-ovest di Curba Grande.
- Purara (Purara), circa 3 km[2] a sud-ovest.
- Isolotti Germignago (Garmenjak Veli e Garmenjak Mali), a ovest.
- Scogli Desetinjak o Desetinjaci[16], ad ovest della punta settentrionale di Curba Grande:
  - Desetinjak Inferiore (Desetinjak Donji), con un'area di 1260 m²[16] e un'altezza di 3 m[2] 43°42′32″N 15°27′31″E
  - Desetinjak Superiore (Desetinjak Gornji), con un'area di 1210 m²[16] e l'altezza di 1 metro[2] 43°42′38″N 15°27′43″E.
  - Desetinjak Meridionale (Desetinjak Južni o Desetinjak), piccolo scoglio tra i due Garmignago; ha un'area di 2324 m²[16] e un'altezza di 2 m[2] 43°42′22″N 15°27′43″E.
- Isolotto del Monte (Škulj) a nord-ovest, a 660 m[2].

### Cartografia
- (HR) Mappa topografica della Croazia 1:25000, su preglednik.arkod.hr. URL consultato il 27 febbraio 2017.
- G. Giani, Carta prospettiva delle Comuni censuarie della Dalmazia, foglio 6, 1839. Fondo Miscellanea cartografica catastale, Archivio di Stato di Trieste.
- Carta di cabottaggio del mare Adriatico, foglio VII, Milano, Istituto geografico militare, 1822-1824. URL consultato il 17 febbraio 2017 (archiviato dall'url originale il 13 aprile 2013).